# Echiniscoides bruni
Echiniscoides bruni is een soort in de taxonomische indeling van de beerdiertjes (Tardigrada). 
Het diertje behoort tot het geslacht Echiniscoides en behoort tot de familie Echiniscoididae. De wetenschappelijke naam van de soort werd voor het eerst geldig gepubliceerd in 1992 door D'Addabbo Gallo, Grimaldi de Zio, Morone de Lucia & Troccoli.